# Idionyx corona
Idionyx corona är en trollsländeart. Idionyx corona ingår i släktet Idionyx och familjen skimmertrollsländor. IUCN kategoriserar arten globalt som otillräckligt studerad.

## Underarter
Arten delas in i följande underarter:
- I. c. burliyarensis
- I. c. corona